# Capilla de Caicaén

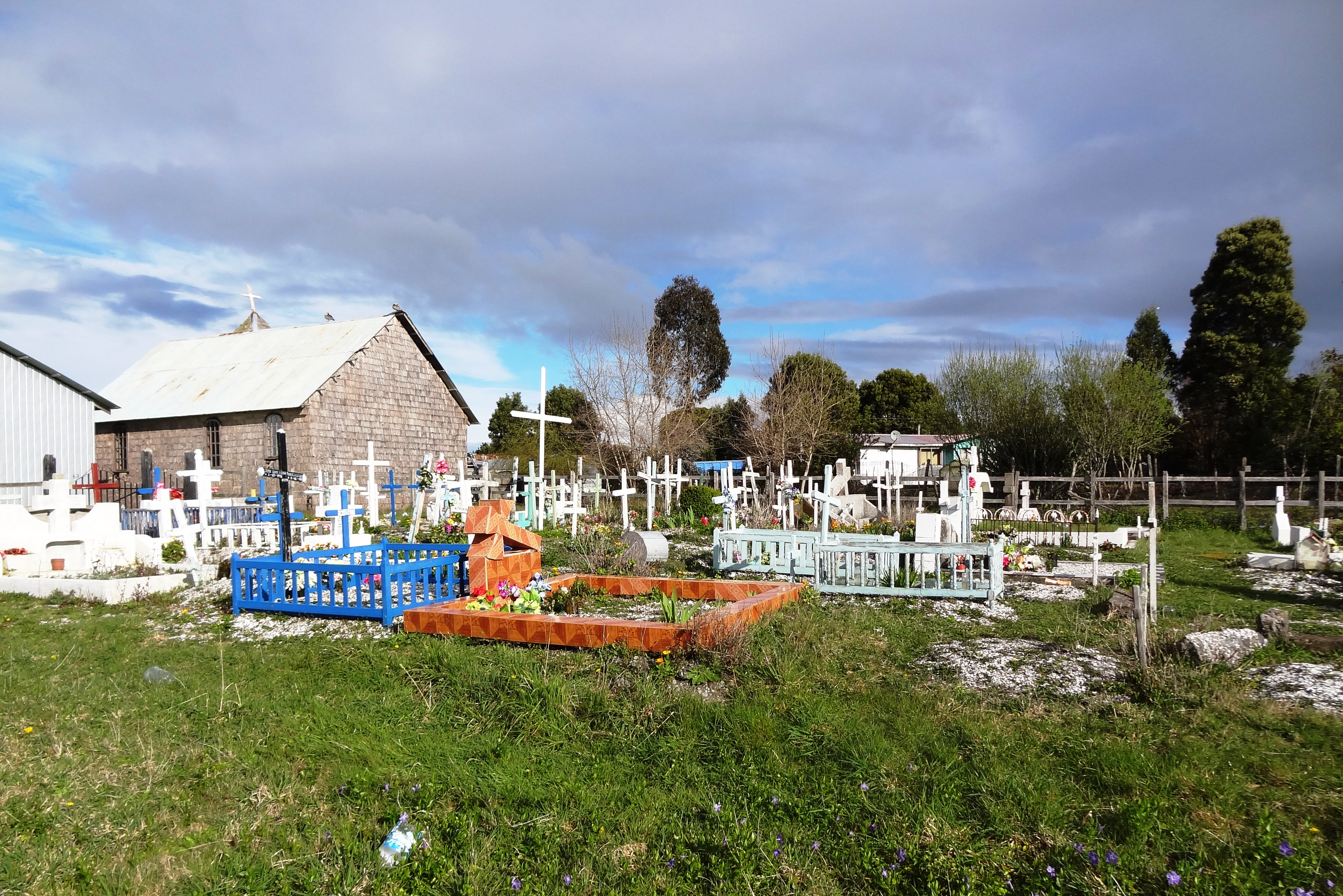
Vista trasera de la capilla y su cementerio.

La Capilla de Caicaén (< mapudungún Caicaén «Lugar de chupones»; también puede ser un derivado del ave Caiquén, nombre común del Bernicla serranus) es un templo católico ubicado en la localidad de Caicaén, a 9 km de la ciudad chilena de Calbuco en la X Región de Los Lagos. Se encuentra en un asentamiento que se remonta al siglo XVII.
Pertenece al conjunto de monumentos nacionales de Chile desde el año 2001 en virtud del D. E. 116 del 23 de marzo del mismo año; se encuentra en la categoría «Zona Típica» junto al Cementerio Indígena de Caicaén.

## Historia
Tras el establecimiento de los jesuitas en Chiloé, estos instalaron un sistema de evangelización destinado a las comunidades indígenas llamado misión circular, y que buscaba hacerse cargo de todas las comunidades evangelizadas. La misión tenía una duración de 8 meses, e involucraba el recorrido de unos 4000 km en dalca y a pie, entre los que se incluía Caicaén y Menmen, los dos pueblos de indios que existían en Calbuco. La estadía del sacerdote duraba solo un par de días y durante el resto del año la vida religiosa quedaba a cargo de un fiscal, institución laical aún presente en la zona.
La capilla ha sido destruida y reconstruida en diversas ocasiones en el mismo lugar: «el primer registro de la antigua capilla de Caicaén data de 1760, cuando el jesuita Segismundo Guell anota que en el pueblo de indios de Caicaén hay una iglesia grande de tres naves. Hacia 1788 el geógrafo José Manuel de Moraleda, registra la existencia de esta Iglesia, pues pasa en ella dos noches. Mucho después, en 1863, los registros parroquiales dan cuentan del mal estado en que se encuentra esta gran iglesia». A principios de la década de 1950, el templo de grandes dimensiones se desplomó debido a su mal estado y fue reemplazada por la actual capilla que se inauguró el 8 de diciembre de 1958.

### Cementerio indígena
Junto a la capilla, se encuentra un cementerio indígena contiguo de 33x24 m que fue incluido dentro del decreto que declaró la zona como monumento protegido; la orientación de las tumbas mantiene el sincretismo huilliche-católico de sus habitantes: las de los adultos están orientadas en dirección oeste, debido a que miran el atardecer, mientras que las de los niños están en dirección este, ya que deben mirar hacia el amanecer.